# گمینا چرنگکووو
گمینا چرنگکووو (به لهستانی:  Gmina Czernikowo) یک گمینا در لهستان است که در شهرستان تورونی واقع شده‌است. گمینا چرنگکووو ۱۶۹٫۳۷ کیلومتر مربع مساحت و ۸٬۳۷۸ نفر جمعیت دارد.